# Neulehe
Neulehe est une commune allemande de l'arrondissement du Pays de l'Ems, Land de Basse-Saxe.

## Géographie
Neulehe se situe sur le Küstenkanal.
|      | Papenburg |         |
| Lehe | Neulehe   | Surwold |
|      | Dörpen    |         |

Neulehe se trouve sur la Bundesstraße 401.

## Histoire
Neulehe est fondé en 1788 lorsque Maximilien François d'Autriche, archevêque de Cologne, décide de coloniser les marais. Il est nommé d'après le village voisin de Lehe.
Dans le cadre d'une nouvelle colonisation des marais, 11 personnes fondent un village qui deviendra Surwold. Durant la Seconde Guerre mondiale, ils seront réunis sous le nom d'Eggershausen.

## Source, notes et références
- (de) Cet article est partiellement ou en totalité issu de l’article de Wikipédia en allemand intitulé « Neulehe » (voir la liste des auteurs).